# Macrazelota cervina
Macrazelota cervina är en insektsart som först beskrevs av Walker, F. 1870.  Macrazelota cervina ingår i släktet Macrazelota och familjen gräshoppor. Inga underarter finns listade i Catalogue of Life.